# Batseba

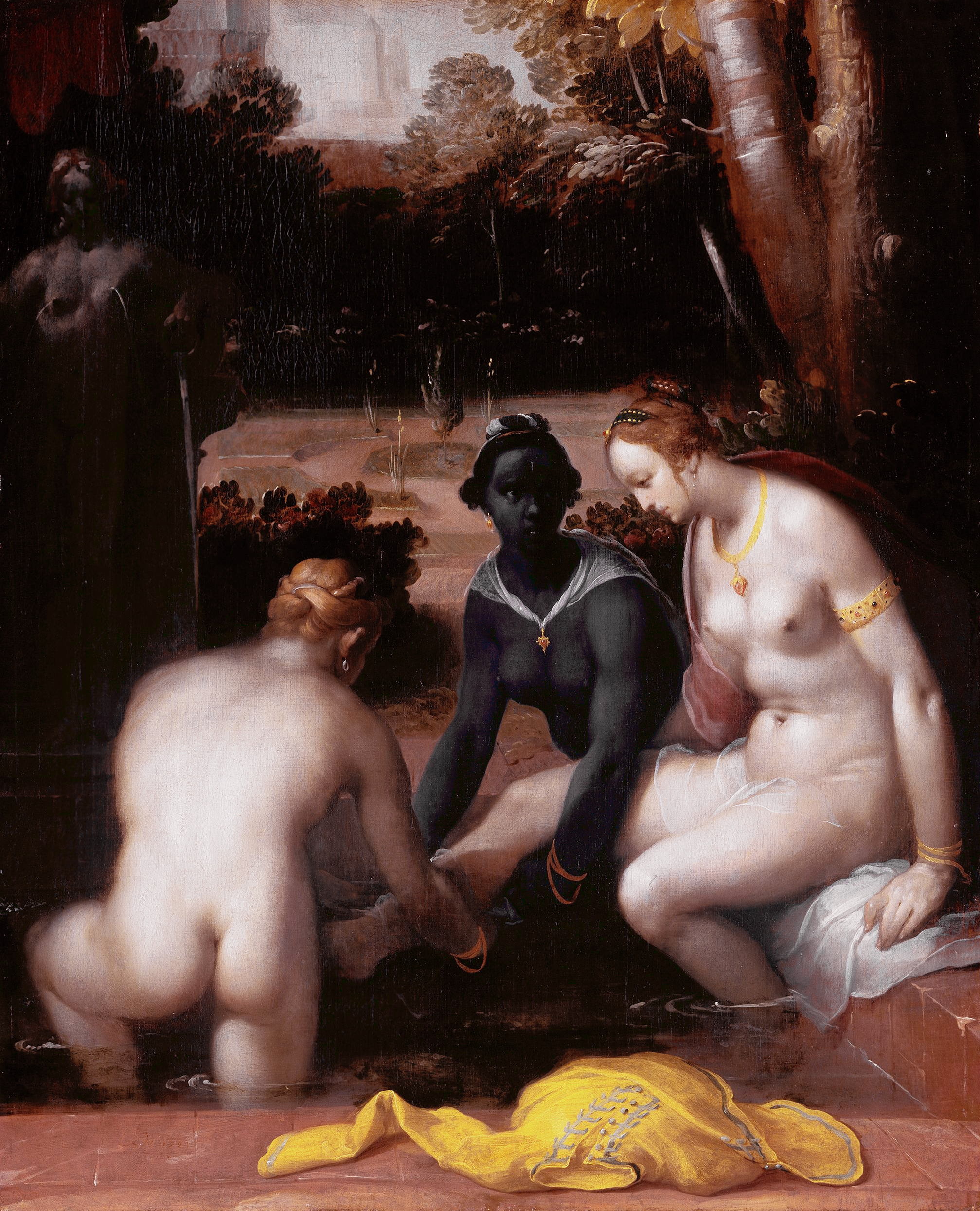
Cornelis van Haarlem: Batseba im Bad

Batseba ist im jüdischen Tanach und im christlichen Alten Testament der Bibel die Mutter König Salomos und eine Stammmutter Jesu.

## Etymologie
Der hebräische weibliche Personenname בַּת־שֶׁבַע bat šæva‘, deutsch ‚Batseba‘ ist eine Genitivverbindung, bestehend aus Grundwort und Bestimmungswort. Das Grundwort ist das Substantiv בַּת bat „Tochter“, das Bestimmungswort das Substantiv שֶׁבַע šæva‘ „Fülle“. Der Name bedeutet daher „Tochter der Fülle“. Vergleichbar sind die weiblichen Personennamen Joscheba (יְהֹושֶׁבַע jəhôšæva‘ bzw. יְהֹושַׁבְעַת jəhôšav‘at „JHWH ist Fülle“), Elischeba (אֱלִישֶׁבַע ’älîšæva‘ „Gott ist Fülle“) sowie die griechische Form Elisabet (Ἐλισάβετ).
In 1 Chr 3,5  steht anstelle des zu erwartenden Namens Batseba der Name בַּת־שׁוּעַ bat šûa‘. Dieser ist ebenfalls eine Genitivverbindung, aber mit dem anderen Bestimmungswort שׁוּעַ šûa‘ „Heil“, sodass sich der Name als „Tochter des Heils“ übersetzen lässt. Der Name ist aber wohl nur durch einen Textfehler aus Batseba entstanden. Vermutlich wurde zunächst statt בַּת־שֶׁבַע bat šæva‘ בַּת־שֶׁוַע bat šæwa‘ geschrieben und dann in anderer Weise, nämlich בַּת־שׁוּעַ bat šûa‘, vokalisiert.
Die Septuaginta gibt den Namen (auch in 1 Chr 3,5 ) als Βηρσαβεε Bērsabee wieder, die Vulgata als Bethsabee (auch in 1 Chr 3,5 ). Im deutschen Sprachraum ist auch Luthers Schreibweise Bathseba weiterhin sehr verbreitet.

## Leben

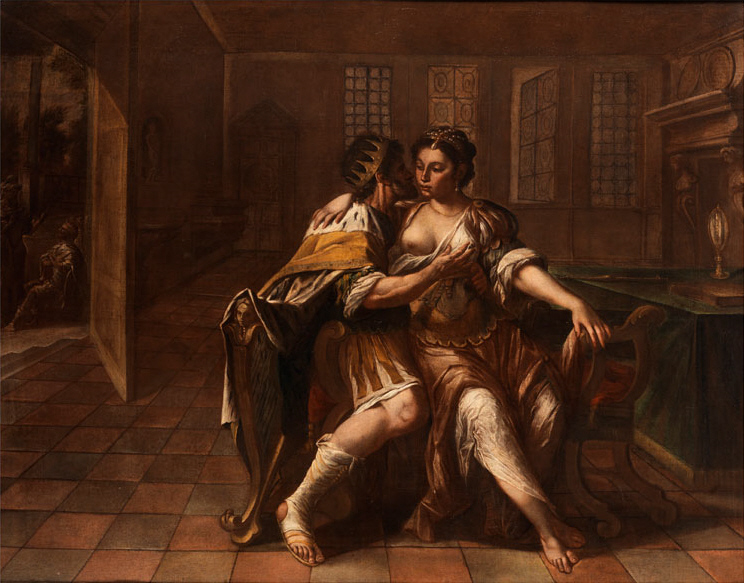
David begehrt Bathsheba. 17. Jh., Maler unbekannt

Nach der biblischen Erzählung in 2 Sam 11  war Batseba die Frau des Hethiters Urija. Ihr Vater hieß Eliam bzw. Ammiël, ihr Großvater Ahitofel (2 Sam 11,3; 23,34; Mt 1,6). Bathsebas Mann Urija, obwohl Ausländer, galt als einer der tapfersten Helden König Davids und war einer seiner höchsten Offiziere (2 Sam 23,23.39). Während eines Feldzugs gegen die Ammoniter nahm Urija an der Belagerung von deren Hauptstadt Rabba teil. König David weilte unterdessen in Jerusalem und beobachtete Batseba bei einem rituellen Reinigungsbad, das jüdische Frauen nach Abklingen ihrer Monatsregel zu absolvieren hatten. Fasziniert von ihrer Schönheit, ließ er sie zu sich holen und hatte mit ihr in ehebrecherischer Weise Geschlechtsverkehr. Für diesen Frevel sah der Tanach die Todesstrafe für beide Beteiligte vor.

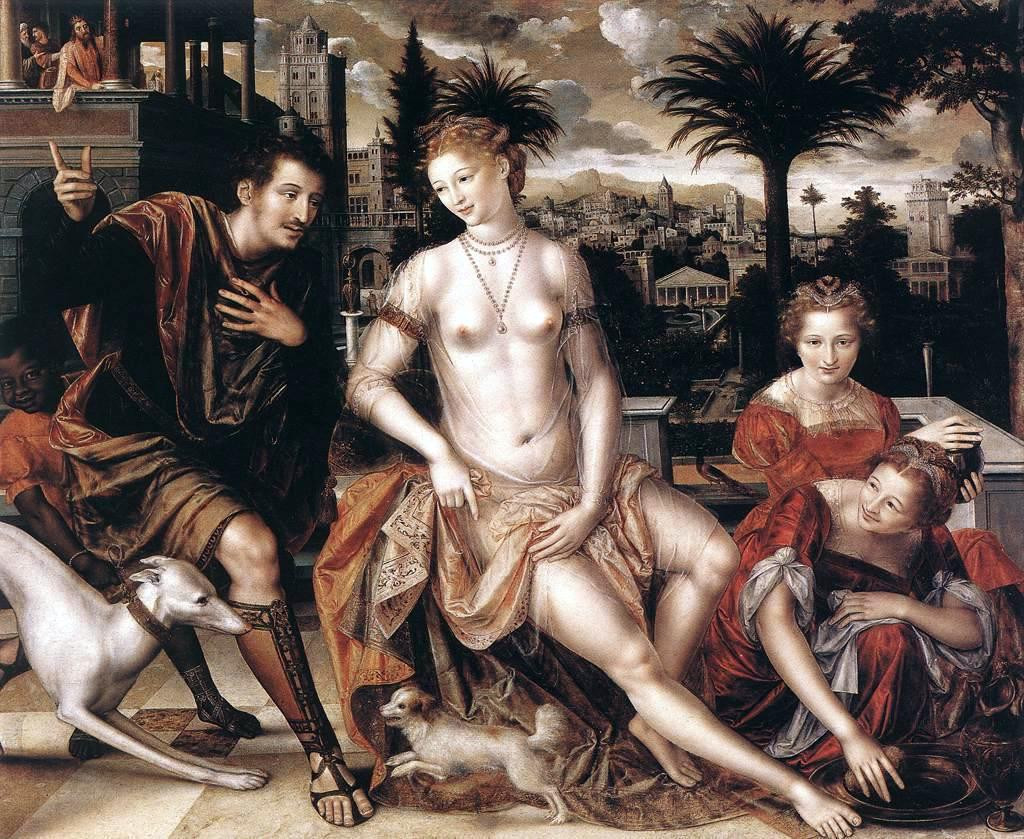
Jan Massys: David und Bathsheba

Als David erfuhr, dass Batseba von ihm schwanger war, ließ er Urija nach Jerusalem zurückkehren in der Hoffnung, dieser würde mit Batseba schlafen und später das ihm dann untergeschobene Kind für sein eigenes halten. Urija weigerte sich jedoch, das eigene Haus zu betreten und bei seiner Frau zu schlafen, solange die Kriegshandlungen noch andauerten und den anderen Soldaten ein solches Vorrecht verwehrt war.
Daraufhin beauftragte David seinen obersten Heerführer Joab über einen durch Urija selbst überbrachten Brief, diesen gezielt dem Tod preiszugeben, indem er ihn an die Stelle der Front beorderte, an der der Kampf am heftigsten tobte, und ihn dort im Stich zu lassen. Darauf bezieht sich der sprichwörtlich gewordene Ausdruck „Uriasbrief“. Nach dem kalkulierten Tod des Ehemanns und der darauffolgenden Trauerzeit wurde Batseba die achte Frau Davids.
Dieser Erzählung folgt im Alten Testament unmittelbar die „Strafrede Natans“ in 2 Sam 12 , in der der Prophet hart mit David ins Gericht ging. Weil dieser daraufhin das Verwerfliche seiner Handlungsweise einsah, sprach Natan nicht die vom Gesetz eigentlich vorgesehene Todesstrafe über ihn aus, kündigte ihm aber Unheil aus seiner eigenen Nachkommenschaft und darüber hinaus auch den Tod des neugeborenen Kindes an. Tatsächlich starb Batsebas erstes Kind, ein Junge, nach wenigen Tagen. Nach 1. Chronik 3,5  hatte Batseba mit David vier Söhne, wobei unklar bleibt, ob der nach wenigen Tagen gestorbene Erstgeborene hierbei mitgezählt ist.
Den greisen König David drängte Batseba, auf Ratschlag des Propheten Natan, das ihr (angeblich) einst gegebene Versprechen umzusetzen, den gemeinsamen zweiten Sohn Salomo zum Thronfolger zu ernennen. Nachdem anschließend auch Natan diesbezüglich intervenierte, ließ David Salomo umgehend zum Mitkönig salben. Damit waren die Ansprüche von Salomos älterem Halbbruder Adonija überspielt (1 Kön 1 ). Nach Davids Tod stieg Batseba zur Königinmutter auf. Als Adonija plante, Davids letzte Gesellschafterin und vermeintliche Konkubine Abischag zu heiraten, bat er seine Stiefmutter, für ihn bei Salomo zu vermitteln und die Hochzeitsbewilligung einzuholen. Salomo geriet über Adonijas Ehepläne in Raserei, weil er sie als Bedrohung seines eigenen Machtanspruchs auslegte. Darum gab er Befehl, Adonija sowie den mit diesem sympathisierenden Heerführer Joab sofort zu töten (1 Kön 2,17–25 ). Batseba verhielt sich in der Angelegenheit ambivalent: Weder hatte sie ihren Stiefsohn Adonija von seiner provokativen Bitte abgeraten, noch Salomo nach dessen Wutausbruch zu besänftigen versucht.
Über Salomo bzw. ihren weiteren Sohn Nathan war sie nach beiden in der Bibel überlieferten Stammbäumen eine Vorfahrin Jesu (Matthäus 1,6  und Lukas 3,31 ).

## Rezeption
Lucas Cranach der Ältere machte den Stoff zum Bestandteil der Exemplum-Tafeln des Kurfürsten Joachim II. Daneben gibt es noch Gemälde von Rembrandt, Sebastiano Ricci und Francesco Hayez (jeweils Bathseba im Bade).
Der Venuskrater Bathsheba und der Asteroid (592) Bathseba sind nach ihr benannt.
Der schwedische Schriftsteller Torgny Lindgren (1938–2017) schrieb 1984 den Roman Bat Seba.
Motive der Batsebaerzählung finden sich im deutschen Spielfilm Unter dir die Stadt (2010) von Christoph Hochhäusler.
Leonard Cohen verwendete das Batsebamotiv in seinem Lied Hallelujah (1984).
Der norwegische Schriftsteller Jo Nesbø verwendet das Urias-Motiv in seinem dritten Roman Rotkehlchen (u. a. Seite 120 im Ullstein-Verlag, 1. Auflage 2001).